# Paradiestrammena sarawakana
Paradiestrammena sarawakana är en insektsart som först beskrevs av Lucien Chopard 1940.  Paradiestrammena sarawakana ingår i släktet Paradiestrammena och familjen grottvårtbitare. Inga underarter finns listade i Catalogue of Life.